# Probota
Probota is een Roemeense gemeente in het district Iași.
Probota telt 3692 inwoners.